# Борнейски слон
Борнейският слон (Elephas maximus borneensis) е подвид на Азиатския слон (E. maximus), който е ендемит за остров Борнео, т.е. среща се само тук.

## Особености
Борнейският слон обитава по-ограничен ареал от други видове слонове. Този подвид живее предимно в планинските части на Източно Борнео. Може да бъде видян на по-голяма надморска височина от останалите си събратя. Този представител на азиатските слонове се е развил като отделен подвид през Плейстоцена преди 300 000 години и е останал изолиран в планините на Борнео, въпреки че островът е имал сухоземна връзка с континентална Азия по време на последния ледников период.
Борнейския слон достига дължина от 4,5 до 5 m, височина до 3 m и тегло 5 тона.

## Рядък вид
Поради факта, че борнейските слонове обитават трудно достъпните планински райони на третия по големина остров на Земята, броят на популацията е спорен, като се посочват оценки от 800 до 10 000 индивида. Като цяло видът е застрашен, тъй като въпреки че големи части от Борнео са неизследвани и слабо населени, екваториалните гори на острова са заплашени от изсичане от страна на световните дърводобивни компании. Тази дейност застрашава горите на Борнео, считан за най-богатия на флора и фауна остров на Земята, част от която са и борнейските слонове.